# 2234 Schmadel
2234 Schmadel (1977 HD) là một tiểu hành tinh vành đai chính được phát hiện ngày 27 tháng 4 năm 1977 bởi Hans-Emil Schuster ở Đài thiên văn Nam Âu. Nó được đặt theo tên của nhà thiên văn học Lutz D. Schmadel.